# محمد ناصر العثمان
الدكتور محمد ناصر العثمان هو باحث تربوي ولد في أبي الخصيب جنوب العراق سنة 1911 وتوفي في بغداد سنة 2002.

## نسبه
هو محمد بن ناصر بن عثمان بن علي بن عثمان بن ناصر، وتعرف عائلته بآل عثمان أو آل الناصر ويرجع نسبه إلى عشيرة بني حسين المنتشرة في الجزيرة العربية.

## نشأته ودراسته
ولد في قرية باب سليمان في أبي الخصيب في لواء البصرة، وكان هو الولد الثالث في تسلسل أخوته.
حين بلغ السادسة من عمره أرسله والده إلى الكتاب أو الملا، أي معلم القرية، فأكمل تعلم قراءة القرآن، ثم أرسله والده إلى ملا آخر لتعليم القراءة والكتابة والحساب، وبعدها طلب من والده أن يرسله إلى المدرسة الابتدائية فأستجاب والده للطلب وأدخله إلى المدرسة المحمودية الابتدائية في مركز قضاء أبي الخصيب في بداية العام الدراسي 1921 -1922، وأمضى فيها ست سنوات حيث أكمل مرحلة الدراسة الابتدائية، وتخرج في شهر حزيران 1927.
بعدها في شهر حزيران 1927، تقدم للدراسة في دار المعلمين في بغداد، وبعد أسابيع قليلة تم قبل فيها، وتخرج محمد ناصر من دار المعلمين في شهر حزيران 1931.

## الوظائف
عمل محمد ناصر معلما في مدرسة تطبيقات، دار المعلمين الابتدائية في 1 تشرين الأول 1931 ولغاية 3 أيلول 1932، حيث درس فيها اللغة الإنجليزية، ثم رشح محمد ناصر للبعثة الدراسية إلى الجامعة الأمريكية في بيروت. وكان عقد البعثة لمدة سنتين إلى الجامعة الأمريكية في بيروت ثم سنتين إلى جامعة كولومبيا في نيويورك، وألتحق محمد ناصر بالبعثة في 1 تشرين الأول 1932.
بعد انتهاء دراسته وحصوله على درجة البكالوريوس من الجامعة الأمريكية في بيروت عام 1934، سافر إلى الولايات المتحدة الأمريكية في آب 1934 لإكمال دراسته العليا في التربية، فالتحق بجامعة كولومبيا، في بداية العام الدراسي 1934-1935. وأكمل الماجستير سنة 1937. عاد محمد ناصر إلى العراق بعد حصوله على درجة الماجستير، ونسب للتدريس في دار المعلمين العالية وأسّس مع نخبة من خريجي الجامعات الأمريكية فرع العراق لجمعية رابطة التربية الحديثة في أواخر عام 1937.
عُينّ محمد ناصر أستاذا زائرا في جامعة كاليفورنيا في مدينة لوس أنجلوس عام 1954، وقضى فيها عاما واحدا، عمل خلالها مع اللجان الجامعية في الجامعة المذكورة لإنشاء قسم الشرق الأدنى. أكمل محمد ناصر دراسته للدكتوراه في كلية المعلمين في جامعة كولومبيا في سنة 1955.
استمر محمد ناصر في عمله في التدريس أصبح معاونا لعميد دار المعلمين العالية للشؤون الإدارية من 17 آب 1940 ولغاية 9 آذار 1941، حيث نقل إلى البصرة وعين مديرا للمعارف فيها وأصدر وزير المعارف أنذاك أحمد مختار بابان قراراً بتعينه في 26 تشرين الأول 1957.
كما عين في فترات أخرى ملحقا ثقافيا في القاهرة والولايات المتحدة.
انتخبه عميدا مجلس دار المعلمين لمدة أربع سنوات تبدأ من 26 تشرين الأول 1957 وتنتهي في 26 تشرين الأول 1961، إلا أن رئيس جامعة بغداد عبد الجبار عبد الله أصدر أمرا في 10 شباط 1959 بإعفائه وإعادته إلى التدريس.
وأسفرت الانتخابات عن فوز الجبهة التعليمية الموحدة التي يرأسها محمد ناصر، وبذلك أصبح نقيباً للمعلمين سنة 1961، أستمر محمد ناصر في عمله نقيبا إلى انتخابات الدورة الرابعة في بداية عام 1962.

## النشاط السياسي
كان من ذوي الاتجاه القومي وكان لهُ نشاط السياسي الوطني والقومي، أبرزها المشاركة في المظاهرات ضد زيارة ألفرد موند شباط 1928، والمشاركة في المظاهرات المطالبة بالاستقلال وإنهاء الانتداب سنة 1930، ودوره في تأسيس جمعية الجوال العربي 1934-1941، وموقفه من حركة مايس 1941، وموقفهُ من العدوان الثلاثي على مصر سنة 1956، وبعد ثورة 14 تموز 1958 وبعد ان قوي نفوذ الشيوعيين في مجلس الوزراء قاموا بتنحيتهِ من عمادة كلية التربية ثم أوقف وسحبت يده عن العمل وفرضت عليه الإقامة الجبرية في الناصرية، وكان لهُ موقفاً في ثورة 8 شباط 1963.

## المناصب الوزارية
في 31 كانون الثاني 1964، عين محمد ناصر وزيرا للتربية والتعليم في وزارة طاهر يحيى الأولى مكان أحمد عبد الستار الجواري الذي أعيد إلى جامعة بغداد.
وفي آذار 1964، تقرر تغيير تسمية وزارة التربية والتعليم إلى وزارة التربية، وفي فترة استيزاره تأسست جامعة البصرة. بعد ذلك تم تعيينه سفيراً في موسكو من 1 تشرين الأول لغاية 30 آذار 1965.
ثم عين وزيرا للثقافة والإرشاد في 6 أيلول 1965 في وزارة عارف عبد الرزاق واستمر في وزارتي عبد الرحمن البزاز الأولى والثانية.

## بعد تركه العمل السياسي
بعد استقالة رئيس الوزراء عبد الرحمن البزاز، غادر إلى الكويت سنة 1967 بطلب من وزير التعليم الكويتي للمساهمة في إنشاء جامعة الكويت، وترأس قسم التربية وعلم النفس واستمر فيها لغاية سنة 1991.

## وفاته
عاد إلى العراق وتوفى في بغداد سنة 2002 إثر مرض سرطان الدم.

## مؤلفاته
- الكتب والمكتبات في المدرسة الابتدائية، سنة 1938[1]
- دليل الدراسة للطلاب في الولايات المتحدة الأمريكية، سنة 1957[1]

## كتب عنه
- محمد ناصر ودوره التربوي والثقافي والسياسي حتى عام 1967، رسالة ماجستير غير منشورة للباحث علاء عريبي غانم، كلية الآداب في جامعة البصرة، 2018.